# Eremitorio de San Miguel de Athos de Transkubania

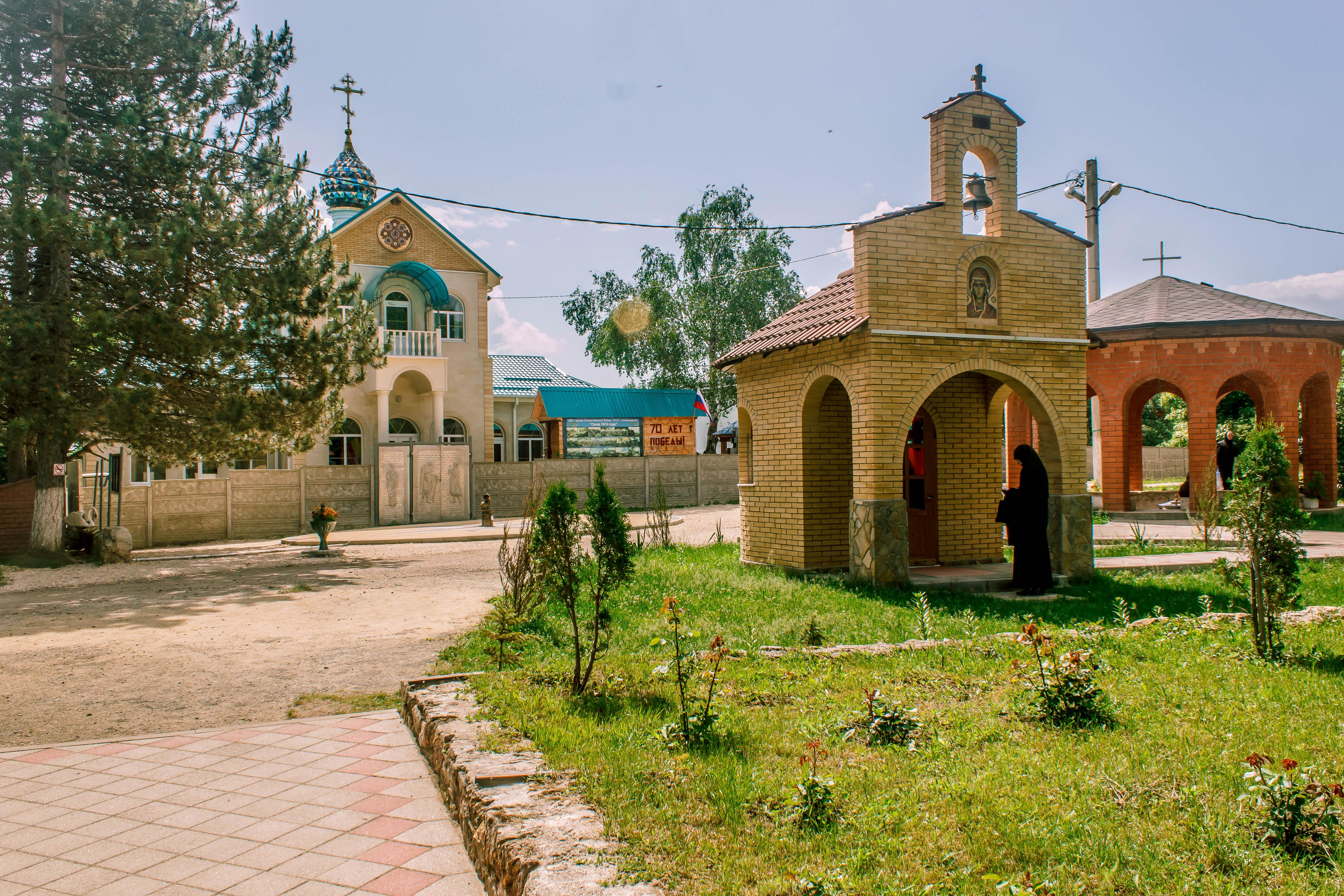
foto de un objeto del patrimonio cultural en Rusia

El Eremitorio de San Miguel de Athos de Transkubania (del ruso: Михайло-Афонская Закубанская пустынь) es un eremitorio (pustyn) o monasterio ortodoxo, situado en Pobeda, en el Cáucaso Norte, unos 40 km al sureste de Maikop, en la república de Adiguesia de la Federación Rusa.
La historia del monasterio comienza en 1877, cuando se designaron 350 desiatinas de tierra en la vertiente del monte Fiziabgo para la edificación de un convento ortodoxo. Las tareas de construcción estuvieron encabezadas por el hieromonje Martiri (Ostrovij) (anteriormente por el monje Uspenski del monasterio griego de Kutlumusion). La construcción se financió con donaciones voluntarias.
En 1883 el hieromonje Martiri fue elevado al rango de archimandrita por el Sínodo Sagrado. En ese momento la comunidad del monasterio tenía 180 miembros (12 hieromonjes, 3 hierodiáconos y 165 novicios). En el monasterio se construyeron cinco templos: uno dedicado al Arcángel Miguel, uno a San Alejandro Nevski, uno a la Ascensión de la Virgen, uno a la Transfiguración de Jesús y el último a la Trinidad. Se abrió una escuela parroquial y un hospicio para recibir peregrinos.
Fue trasladado al monasterio un trozo de la Santa Cruz. Hacia 1917 acudían anualmente al monasterio alrededor de 150 000 peregrinos, afluyendo al edificio hasta cinco mil personas en momentos como la Cuaresma.
En 1920 las tierras del monasterio fueron confiscadas y el edificio se destinó a partir de 1926 a dar servicios como casa de reposo de la OGPU. En 1928 el monasterio fue cerrado. En 1944 se situó en él un campamento infantil. Entre 1946 y 1947 todos los templos fueron demolidos. En 1972 los restos de las estructuras monásticas fueron entregados al soviet del krai de Krasnodar para su explotación como complejo turístico y para la organización de excursiones del centro turístico Romantika.
El 12 de abril de 2001 se entregó parte del complejo a la iglesia ortodoxa rusa. En septiembre del mismo año se fija como abad (nastoyatel) al hieromonje Martiri (Piantin). Se reconstruyó el templo de la Trinidad. En el monasterio se conservan los restos de su fundador. El monasterio tiene una delegación en Jamyshki, donde se construyó una iglesia dedicada a los santos Guri, Samon y Aviv.
El edificio del monasterio fue nombrado monumento arquitectónico de la Federación Rusa